# 戀想關係
《戀想關係》是Lump of Sugar在2015年5月29日發售的戀愛冒險類型成人遊戲，2015年Lump of Sugar發表10周年紀念企劃的作品之一。

## 系統
《戀想關係》是成人戀愛冒險遊戲。玩家在玩《戀想關係》時主要是觀看和聆聽故事情節的發展，不過在部分的預設段落中玩家須藉由點擊的方式選擇行為選項，而這些選擇將會影響之後的人物的行動或者是反應。遊戲藉由這些相互連接的劇情分歧點而組織成多條故事路線，而遊戲的選項便會影響玩家所挑選的故事劇情內容，包含玩家操控的角色和遊戲人物之間的色情場景，並且進入不同的結局。

## 故事
櫻坂慎之助在高中招考都未能考上後，卻意外收到天海學院的面試通知並且成功錄取就讀該校。

## 角色
櫻坂慎之助
本作男主角，天海學院4年級學生。小時候曾寫過「想像筆記」，以所居住的白葉鎮為背景。
千石唯華（聲優：夏峰いろは）
身高：157cm，三圍：B82（B）/W57/H86，生日：1月7日，血型：AB型
慎之助的同學。個性孤高，總是戴手套不輕易讓他人碰觸，成績是全校第一名。
御廚陽葵（聲優：相模恋）
身高：156cm，三圍：B92（G）/W59/H86 生日：3月2日，血型：O型
慎之助的同學，來至外地的學生，住在慎之助隔壁公寓。原本打算就讀當地學校卻意外進入天海學院。
櫻坂由羽子（聲優：SAKURA）
身高：142cm，三圍：B67（AAA）/W55/H69，生日：10月10日，血型：A型
慎之助的表妹，雙胞胎妹妹，天海學院3年級學生。
Arisa Garland（聲優：澤澤砂羽）
身高：163cm，三圍：B90（F）/W58/H88，生日：11月24日，血液型：A型
天海學院4年級學生，來至國外的留學生，住在慎之助隔壁公寓。過去在舞會上認識唯華並視為競爭對手，成績是全校第二名。
澤村涼（聲優：松田理沙）
慎之助的朋友，小山田學院1年級學生。
櫻坂亞衣子（聲優：秋野花）
由羽子的雙胞胎姊姊，天海學院3年級學生。

## 主題曲
片頭曲「Lucky Monster」
作詞、作曲、編曲：水野大輔，主唱：Kicco
片尾曲「いつまでもどこまでも」
作詞、作曲、編曲：水野大輔，主唱： Kicco

## 評價

### 銷量
《戀想關係》在日本美少女遊戲暨動漫相關商品銷售網站Getchu屋的2015年5月最暢銷視覺小說遊戲排行榜上排行第1位，6月時亦躋身於排行榜的第25位。到了2015年全年銷售量排行榜時則是第22位。

### 獲獎記錄
《戀想關係》同在Getchu屋上被票選為2015年5月度第2佳的美少女遊戲。

## 外部連結
- 官方網站 （页面存档备份，存于）（日語）